# Mongrassano
Mongrassano är en ort och kommun i provinsen Cosenza i regionen Kalabrien i Italien. Kommunen hade 1 549 invånare (2018).